# 森永規彦
森永 規彦（もりなが のりひこ、1939年6月6日 - ）は、日本の通信工学者。大阪大学名誉教授。元広島国際大学学長。元移動無線センター会長。元総務省電気通信事業紛争処理委員会委員長。元電子情報通信学会副会長。

## 人物・経歴
1963年静岡大学工学部電気工学科卒業。1968年大阪大学大学院工学研究科通信工学専攻博士課程修了、大阪大学工学部助手。大阪大学工学部講師を経て、1984年大阪大学工学部助教授。1987年大阪大学工学部教授。1998年大阪大学大学院工学研究科教授。1999年電子情報通信学会副会長。2003年定年退職、大阪大学名誉教授、広島国際大学教授。2007年総務省電気通信事業紛争処理委員会委員長。2008年広島国際大学学長。2009年移動無線センター会長。情報化月間通産大臣表彰、電子情報通信学会業績賞、電子情報通信学会功績賞等受賞。IEEE Fellow。